# 조춘제
조춘제(趙春濟, 1942년~2024년 8월 1일)는 대한민국의 아나운서, 스포츠 캐스터이다. 충청남도 예산에 태어나, 경희대학교 국어국문학과를 졸업하고, 1966년 서울중앙방송국 아나운서로 입사, 1973년 한국방송공사로 창립되었다. 1988년 한국아나운서연합회 창립 및 초대 회장을 맡았고, 1998년 퇴임하였으며, 이후 프리랜서로 활동하였다. 2024년 8월 1일 노환으로 숨졌다.

## 스포츠 캐스터 중계진
- 1967년 체코세계여자농구선수권대회
- 1972년 아시아 축구선수권대회
- 1976년 전국체육대회 동계빙상대회
- 1981년 조선일보 마라톤대회
- 1983년 FIFA 세계 청소년 축구 선수권 대회
- 1986년 서울 아시안게임
- 1988년 서울 올림픽
- 1992년 바르셀로나 올림픽

## 가족 관계
- 배우자: 김영임
  - 아들: 조형원
    - 며느리: 학혜미

  - 딸: 조영문, 조문경, 조은영
    - 사위: 강상훈, 강문, 김창수

## 같이 보기
- 송재익
- 서기원
- 임주완